# Коровино (Наро-Фоминский район)
Коровино — деревня в Наро-Фоминском районе Московской области, входит в состав сельского поселения Волчёнковское. Численность постоянного населения по Всероссийской переписи 2010 года — 21 человек. До 2006 года Коровино входило в состав Афанасьевского сельского округа.
Деревня расположена в юго-западной части района, по правому берегу реки Исьма, на безымянном правом притоке, примерно в 8 км к востоку от города Верея, высота центра над уровнем моря 161 м. Ближайшие населённые пункты в 0,7 км — Устье на юго-восток и Глинки на восток.